# 2006 في بيرو
فيما يلي قوائم الأحداث التي وقعت خلال عام 2006 في بيرو.

## سياسة

### تعيين في المنصب
- 28 يوليو – آلن غارسيا رئيس بيرو.

### انتهاء فترة المنصب
- 28 يوليو – أليخاندرو توليدو رئيس بيرو.
- 28 يوليو – إليان كارب السيدة الأولى للبيرو [الإنجليزية]‏.
- 28 يوليو – بيدرو بابلو كوشينسكي رئيس مجلس الوزراء البيروفي [الإنجليزية]‏.
- 28 يوليو – سوزانا هيجوتشي عضو مجلس الشيوخ البيروفي ‏.

## رياضة
- 1 يناير – الدوري البيروفي لكرة القدم 2006 الفائز أليانزا ليما.
- 1 يناير – دوري الدرجة الثانية البيروفي 2006 الفائز ديبورتيفو مانيسيبال [الإنجليزية]‏.
- 1 يناير – كوبا بيرو 2006 الفائز Total Chalaco [الإنجليزية]‏.

## وفيات

### فبراير
- 7 فبراير – ألبرتو تيري (مواليد 1929) لاعب كرة قدم بيروفي.

### أكتوبر
- 16 أكتوبر – فالنتين بانياغوا (مواليد 1936) سياسي بيروفي.[1]